# Flåtjärnen (Hackås socken, Jämtland)
Flåtjärnen är en sjö i Bergs kommun i Jämtland och ingår i Indalsälvens huvudavrinningsområde. Sjön har en area på 0,056 kvadratkilometer och ligger 407,1 meter över havet.

## Delavrinningsområde
Flåtjärnen ingår i det delavrinningsområde (695531-144612) som SMHI kallar för Utloppet av Örevattnet. Medelhöjden är 416 meter över havet och ytan är 7,35 kvadratkilometer. Det finns inga avrinningsområden uppströms utan avrinningsområdet är högsta punkten. Vattendraget som avvattnar avrinningsområdet har biflödesordning 3, vilket innebär att vattnet flödar genom totalt 3 vattendrag innan det når havet efter 307 kilometer. Avrinningsområdet består mestadels av skog (61 procent) och sankmarker (12 procent). Avrinningsområdet har 1,37 kvadratkilometer vattenytor vilket ger det en sjöprocent på 18,7 procent.